# Сандра Ауффарт
Са́ндра А́уффарт (нім. Sandra Auffarth, нар. 27 грудня 1986, Дельменгорст, Німеччина) — німецька вершниця, що спеціалізується на змаганнях з триборства. Чемпіон та бронзовий призер Олімпійських ігор 2012 року у Лондоні, срібний призер Олімпіади в Ріо-де-Жанейро, переможець та бронзовий призер Чемпіонату Європи з триборства (2011), багаторазова переможниця різноманітних міжнародних Ґран-прі.

## Біографія
Сандра Ауффарт народился у німецькому місті Дельменгорст та з ранніх років росла у оточенні коней — її батьки працювали з кіньми в стайні в селищі Бергедорф (комуна Гандеркезее). На відміну від свого брата, Сандра доволі рано почала виказувати інтерес до їзди верхи. Вона займалася переважно конкуром, проте за наполяганням матері приділяла значну увагу і виїздці. У 2000 році до Ауффарт прийшли перші успіхи — вона зайняла 6-те місце у Чемпіонаті Німеччини з триборства на поні.

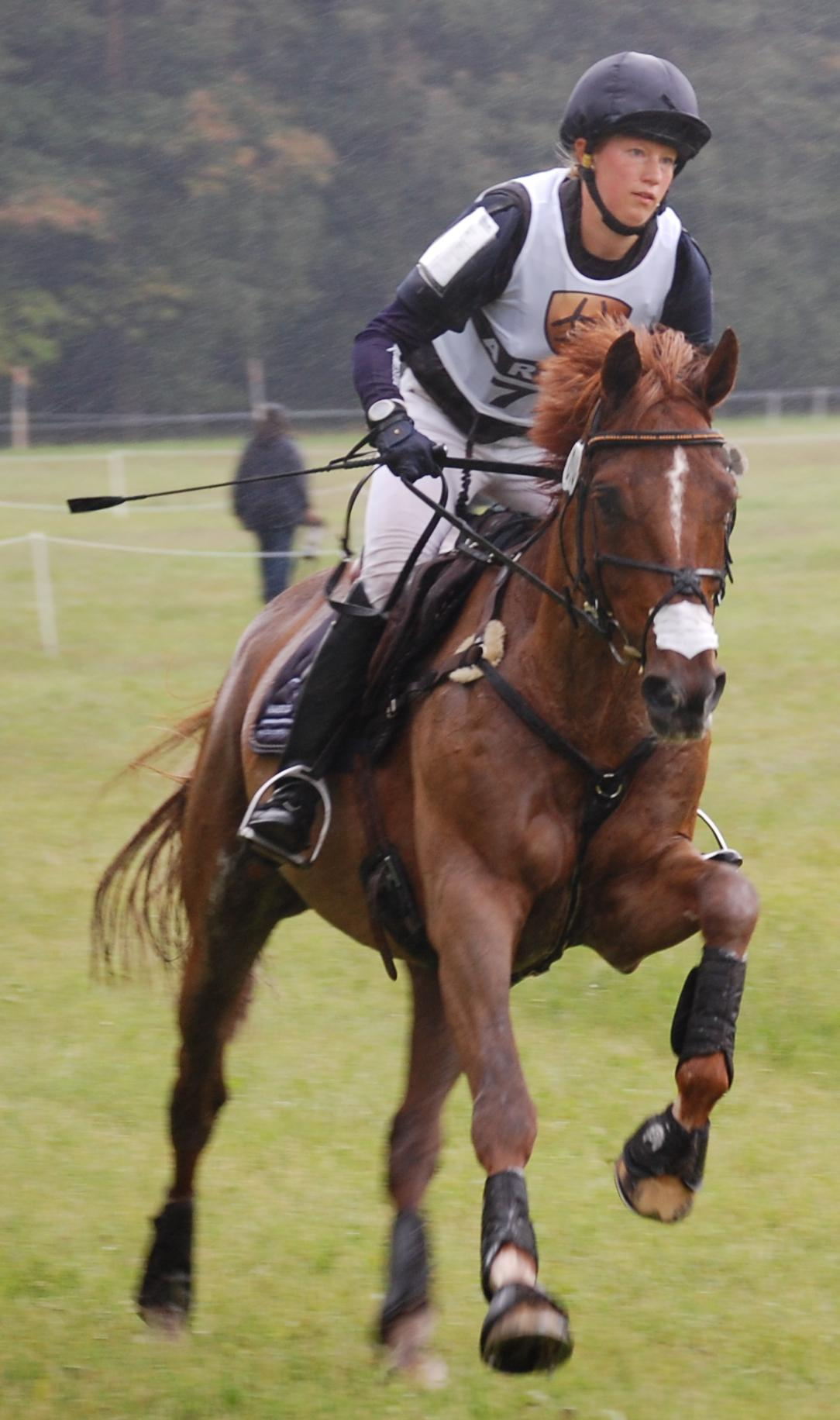
Сандра Ауффарт та Opgun Louvo на ЧЄ-2011

Після переходу до змагань на великих конях Сандра не збавила обертів, продовжуючи прогресувати та досягати нових вершин. У 2004 році вона посіла друге місце на юніорському чемпіонаті країни, а рік потому стала найкращою у своїй віковій групі.
У 2006 році Ауффарт переїхала до Варендорфа, де пройшла підготовку за напрямком тренера з кінного спорту. Після цього Сандра розпочала навчання при Федерації кінного спорту Німеччини за напрямом спортивного- та фітнес-адміністратора. У цей же період вона двічі бере участь у чемпіонатах Європи серед юнаків, де і у 2006 році в Пардубіце і у 2007 році в Блейр Касл посідає третє місце у складі збірної Німеччини.
У 2007 році в бельгійської вершниці Міріам Мейлеманс було придбано п'ятирічного мерина на ім'я Opgun Louvo. Саме з ним були пов'язані усі найбільші успіхи Ауффарт у триборстві кількох наступних років. Вже у 2009 році Сандра на Opgun Louvo займає третє місце на чемпіонаті світу для 7-річних коней.
У 2011 році Ауффарт повертається до рідної стайні, де працює тренером з кінного спорту. Цього ж року вона вперше в кар'єрі стає переможницею турніру класу CCI 4* та у чудовій формі підходить до Чемпіонату Європи з триборства що відбувався у Лумюлені. Континентальна першість стала тріумфом молодої вершниці, яка досить несподівано посіла друге місце у індивідуальному заліку та стала чемпіонкою у складі німецької команди.
Початок 2012 року був шокуючим для Сандри — допінг-тест на початку сезону виявив у крові одного з її молодих коней присутність кофеїну, що відноситься до заборонених препаратів. Проте Ауффарт змогла довести, що причиною позитивного результату стали забруднені корми, тож справу проти неї було припинено. Без врахування цього прикрого інциденту, рік для Сандри видався доволі вдалим. На літніх Олімпійських іграх 2012 у Лондоні вона посіла третю сходинку у індивідуальних змаганнях з триборства, та стала переможницею командних змагань у складі збірної своєї країни. Цікаво, що Ауффарт була наймолодшою серед усіх вершників, які здобули нагороди у триборстві на лондонській Олімпіаді.

## Спортивні результати[6]
| Рік  | Змагання                           | Місто   | Кінь        | МО | МК |
| ---- | ---------------------------------- | ------- | ----------- | -- | -- |
| 2012 | Літні Олімпійські ігри 2012        | Лондон  | Opgun Louvo | 3  | 1  |
| 2011 | Чемпіонат Європи з триборства 2011 | Лумюлен | Opgun Louvo | 2  | 1  |